# Schizolecis guntheri
Schizolecis guntheri és una espècie de peix de la família dels loricàrids i de l'ordre dels siluriformes.

## Morfologia
- Els mascles poden assolir 4 cm de longitud total.[1][2]

## Hàbitat
És un peix d'aigua dolça i de clima subtropical.

## Distribució geogràfica
Es troba a Sud-amèrica: sud-est del Brasil.